# Something Changed
Something Changed is een nummer van de Britse band Pulp uit 1996. Het is de vijfde en laatste single van hun vijfde studioalbum Different Class.
"Something Changed" werd rond 1984 al geschreven, maar bleef tot aan de opnames van "Different Class" in 1995 op de plank liggen. Toen het nummer, een halfjaar na het verschijnen van het album, op single werd uitgebracht, werd het een bescheiden hit op de Britse eilanden. Het bereikte de 10e positie in het Verenigd Koninkrijk. In het Nederlandse taalgebied heeft het nummer de hitparades niet gehaald.